# Skibsted (parochie)
Skibsted is een parochie van de Deense Volkskerk in de Deense gemeente Rebild. De parochie maakt deel uit van het bisdom Aalborg en telt 333 kerkleden op een bevolking van 369 (2004). 
Historisch was de parochie deel van Hellum Herred. In 1970 werd de parochie opgenomen in de toen gevormde gemeente Skørping, die in 2007 opging in Rebild.
Aarestrup · Bælum · Blenstrup · Buderup · Durup · Fræer · Gerding · Gravlev · Grynderup · Lyngby · Øster Hornum · Rørbæk · Siem · Skibsted · Skørping · Skørping Nykirke Kirkedistrikt · Solbjerg · Sønderup · Sørup · Stenild · Store Brøndum · Suldrup · Terndrup · Torup · Veggerby